# 常春木
常春木（学名：Merrilliopanax chinensis）是五加科常春木属的植物，是中国的特有植物。分布于中国大陆的云南等地，生长于海拔1,450米的地区，多生于森林中，目前尚未由人工引种栽培。